# John Jairo Mosquera
John Jairo Mosquera (Født 15. januar 1988) er en fodboldspiller, fra Colombia som spiller for Envigado F.C. som angriber.
Han har spillet det meste af sin professionelle karriere i Tyskland, blandt andet Werder Bremen hvor han medvirkede i 3 Bundesliga kampe. Han har også spillet i tyske Wacker Burghausen, Alemannia Aachen, Union Berlin og Energie Cottbus.

## Klubkarriere
Han er født i Apartadó og startede sin ungdomskarriere i Club Deportivo Los Millonarios, og sluttede sine ungdomsår i Club Atlético River Plate i Argentina. Han vendte tilbage til Colombia i juli 2004 og skrev en kontrakt med Atlético Nacional, hvor han spillede i halvanden år.
En SV Werder Bremen scout faldt over Mosquera i et Sydamerikansk u17 mesterskab. Han fik en kontrakt med Werder i januar 2006 på tre og et halvt år, men blev med det samme lånt ud til SønderjyskE i Superligaen.
I 2006/2007 sæsonen blev Mosquera lånt ud til 2. Bundesliga-klubben, SV Wacker Burghausen. Han scorede kun et mål og Burghausen rykkede ned.
Mosquera var til prøvetræning i FC Carl Zeiss Jena i sommeren 2007, men fik et hjerteanfald og han kunne derfor ikke bestå et eventuelt lægetjek. Derfor returnerede han til Werder Bremen i 2007 – Han scorede sit første Bundesligamål imod FC Energie Cottbus 21 dage efter sin debut. Han blev altid kun brugt som sen indskifter og blev derfor igen i januar 2008 lånt ud til Alemannia Aachen i 2. Bundesliga.
24. juni 2008, blev han igen lånt ud til SønderjyskE for hele 2008/2009 sæsonen, hvor SønderjyskE lige var rykket op i Superligaen. Han hjalp holdet med at undgå nedrykning og vendte atter tilbage til Werder Bremen, hvor han underskrev en ny kontrakt og med det samme blev lånt ud til 1. FC Union Berlin.
Sent i januar 2013, efter et kort ophold i Kina, vendt Mosquera tilbage til Tyskland i 2. Bundesliga til Energie Cottbus. Efter et år hvor han ikke fandt netmaskerne, var han igen på jagt efter en ny klub.. Han drog til Gil Vincente og senere Envigado, hvor han spiller nu.